# Pyrinia brunnea
Pyrinia brunnea är en fjärilsart som beskrevs av W. Warren 1900. Pyrinia brunnea ingår i släktet Pyrinia och familjen mätare. Inga underarter finns listade.